# Wysokie Małe
Wysokie Małe – wieś w Polsce położona w województwie podlaskim, w powiecie kolneńskim, w gminie Stawiski.
W Wysokiem Małym swoje źródło ma rzeka Penza.
Wysokie Małe położone jest w pobliżu lasów, otoczone miejscowościami: Kobylin, Zalesie, Wysokie Duże, Zaborowo, Górki Sypniewo.
Wierni kościoła rzymskokatolickiego należą do parafii Parafia św. Stanisława Biskupa i Męczennika w Dobrzyjałowie.

## Historia
Wieś szlachecka Wysokie-Małe położona była w drugiej połowie XVI wieku w powiecie kolneńskim ziemi łomżyńskiej. W latach 1921–1939 wieś leżała w województwie białostockim, w powiecie kolneńskim (od 1932 w powiecie łomżyńskim), w gminie Rogienice.
Według Powszechnego Spisu Ludności z 1921 roku wieś zamieszkiwało 108 osób w 20 budynkach mieszkalnych. Miejscowość należała do parafii rzymskokatolickiej w m. Dobrzyjałowo. Podlegała pod Sąd Grodzki w Stawiskach i Okręgowy w Łomży; właściwy urząd pocztowy mieścił się w m. Mały Płock.
W latach 1975–1998 miejscowość należała administracyjnie do województwa łomżyńskiego.